# اولیتسه
اولیتسه (به چکی: Úlice) یک منطقهٔ مسکونی در جمهوری چک است که در ناحیه پلزن-شمالی واقع شده‌است.
 اولیتسه ۱۳٫۲۳ کیلومتر مربع مساحت و ۴۲۱ نفر جمعیت دارد و ۴۱۳ متر بالاتر از سطح دریا واقع شده‌است.